# Tháng 6 năm 2008
Trang này liệt kê những sự kiện quan trọng vào tháng 6 năm 2008.

## Thứ tư, ngày4 tháng 6
- Thượng nghị sĩ tiểu bang Illinois Barack Obama nhận đủ sự ủng hộ để trở thành ứng cử viên của Đảng Dân chủ tham gia cuộc bầu cử tổng thống Mỹ 2008.

## Chủ nhật, ngày8 tháng 6
- Bảy người thiệt mạng và 10 người bị thương sau khi một người đàn ông cầm dao đâm vào đám đông tại Tokyo, Nhật Bản.

## Thứ ba, ngày10 tháng 6
- Chuyến bay 109 của Sudan Airways gặp tai nạn trong lúc hạ cánh tại Sân bay quốc tế Khartoum ở Khartoum, Sudan, làm thiệt mạng hàng chục người.

## Thứ tư, ngày11 tháng 6
- Võ Văn Kiệt, nguyên thủ tướng Việt Nam, qua đời tại Singapore.

## Thứ sáu, ngày13 tháng 6
- Cử tri Ireland không phê chuẩn Hiệp ước Lisboa trong một cuộc trưng cầu dân ý.

## Thứ bảy, ngày14 tháng 6
- Nhà nước Cộng hòa xã hội chủ nghĩa Việt Nam quyết định ban sắc lệnh quốc tang 2 ngày (14–15 tháng 6) để tưởng nhớ Nguyên Thủ tướng Việt Nam Võ Văn Kiệt.

## Chủ nhật, ngày15 tháng 6
- Một hiến pháp mới bắt đầu có hiệu lực tại Kosovo, quốc gia vừa tuyên bố độc lập vào tháng 2 và được 43 thành viên Liên Hợp Quốc công nhận.
- 8 giờ sáng, lễ động quan linh cữu ông Võ Văn Kiệt, nguyên Thủ tướng Chính phủ nước Cộng hoà xã hội chủ nghĩa Việt Nam, sau đó đưa về an táng tại an táng tại Nghĩa trang Thành phố, Thành phố Hồ Chí Minh.

## Chủ nhật, ngày22 tháng 6
- Ứng cử viên đối kháng Morgan Tsvangirai rút lui ra khỏi cuộc bầu cử tổng thống vòng nhì tại Zimbabwe sau khi bị những người ủng hộ Tổng thống Robert Mugabe tấn công một cuộc tập trung ủng hộ ông.

## Thứ hai, ngày23 tháng 6
- Thủ tướng Nguyễn Tấn Dũng công du Hoa Kỳ từ ngày 23 tháng 6 đến 26 tháng 6. Chiều 24 tháng 6, tại Nhà Trắng, Thủ tướng Nguyễn Tấn Dũng đã hội đàm với Tổng thống Hoa Kỳ George W. Bush.

## Chủ nhật, ngày29 tháng 6
- Tổng thống Robert Mugabe tái nhậm chức sau khi tuyên bố thắng vòng hai cuộc bầu cử tổng thống tại Zimbabwe gây nhiều tranh cãi sau khi ứng cử viên đối kháng Morgan Tsvangirai rút lui.
- Tây Ban Nha thắng Giải vô địch bóng đá châu Âu 2008 sau khi đánh bại Đức 1-0 trong trận chung kết với bàn thắng của Fernando Torres.